# 鳴滝 (泉南市)
鳴滝（なるたき）は、大阪府泉南市の地名。現行行政地名は鳴滝一丁目から鳴滝三丁目及び大字鳴滝。本項では同地域にかつて存在した泉南郡鳴滝村（なるたきむら）についても記す。

## 地理
泉南市中部東側に位置する。東で中小路、東・南で信達市場、西・南で樽井に接する。中央を大阪府道・和歌山県道63号泉佐野岩出線が横断する。大部分で住居表示が施行されて鳴滝一 - 三丁目となり、大字鳴滝は飛地状に散在する。狭い区域に住宅と商店が密集する。鳴滝村当時の1955年には0.09平方キロメートルに2,172人が居住し、人口密度は24133.3人/平方キロメートルに達した。

### 池
- 座頭池（ただし池そのものは岡田に属する）

## 歴史

### 沿革
- 幕末時点では日根郡滝村であった。岸和田藩預地の幕府領。
- 1868年（慶応4年）2月 - 岸和田藩預地が堺県に移管[5]。
- 1871年（明治4年） - 鳴滝村に改称。
- 1881年（明治14年）2月7日 - 第2次府県統合により大阪府の管轄となる。
- 1889年（明治22年）4月1日 - 町村制の施行により、鳴滝村が単独で自治体として発足。西信達村大字岡田に西信達村との組合役場を設置。
- 1896年（明治29年）4月1日 - 所属郡が泉南郡に変更。
- 1913年（大正2年） - 西信達村・鳴滝村組合役場を分離して、鳴滝村役場を設置。
- 1956年（昭和31年）9月30日 - 鳴滝村が新家村、信達町、西信達村、樽井町、雄信達村と合併して泉南市が発足。同日鳴滝村廃止。同市大字鳴滝となる。
- 1970年（昭和45年）7月1日 - 泉南町が市制施行して泉南市となる。

## 世帯数と人口
2020年（令和2年）4月30日現在（泉南市発表）の世帯数と人口は以下の通りである。
| 大字・丁目 | 世帯数  | 人口  |
| ---------- | ------- | ----- |
| 鳴滝       | 17世帯  | 43人  |
| 鳴滝一丁目 | 117世帯 | 219人 |
| 鳴滝二丁目 | 62世帯  | 124人 |
| 鳴滝三丁目 | 81世帯  | 148人 |
| 計         | 277世帯 | 534人 |

### 人口の変遷
国勢調査による人口の推移。
| 1995年（平成7年）  | 765人 | [ 6 ]  |  |
| 2000年（平成12年） | 691人 | [ 7 ]  |  |
| 2005年（平成17年） | 659人 | [ 8 ]  |  |
| 2010年（平成22年） | 625人 | [ 9 ]  |  |
| 2015年（平成27年） | 540人 | [ 10 ] |  |

### 世帯数の変遷
国勢調査による世帯数の推移。
| 1995年（平成7年）  | 297世帯 | [ 6 ]  |  |
| 2000年（平成12年） | 266世帯 | [ 7 ]  |  |
| 2005年（平成17年） | 262世帯 | [ 8 ]  |  |
| 2010年（平成22年） | 266世帯 | [ 9 ]  |  |
| 2015年（平成27年） | 250世帯 | [ 10 ] |  |

## 事業所
2016年（平成28年）現在の経済センサス調査による事業所数と従業員数は以下の通りである。
| 大字・丁目         | 事業所数 | 従業員数 |
| ------------------ | -------- | -------- |
| 鳴滝・鳴滝一丁目   | 11事業所 | 17人     |
| 鳴滝二丁目・三丁目 | 10事業所 | 24人     |
| 計                 | 21事業所 | 41人     |

## 交通

### バス
泉南市コミュニティバス（さわやかバス）
- 岡田方面回り
  - 樽井駅前 - 鳴滝 - 北野 - 吉見岡田住宅 - 西信達公民館 - 済生会新泉南病院 - 泉南市役所前 - 砂川駅前 - 泉南市役所前 - 樽井駅前
- 朝 西信男里回り
  - 吉見岡田住宅 - 西信達公民館 - 鳴滝 - 樽井駅前 - 男里川 - 樽井駅前

### 道路
- 大阪府道63号泉佐野岩出線（大阪府道204号堺阪南線と重複）

## 施設
区域内は住宅や商店が密集しているため、公共施設は区域外にある。
- 鹿島神社

## その他

### 日本郵便
- 郵便番号 : 590-0534[3]（集配局：泉南郵便局[12]）。